# Cratere Avviyar
Avviyar  è un cratere sulla superficie di Venere. Deve il suo nome ad Avvaiyar (in tamil ஔவையார்), poetessa tamil del I secolo a.C.